# Magic Maxl

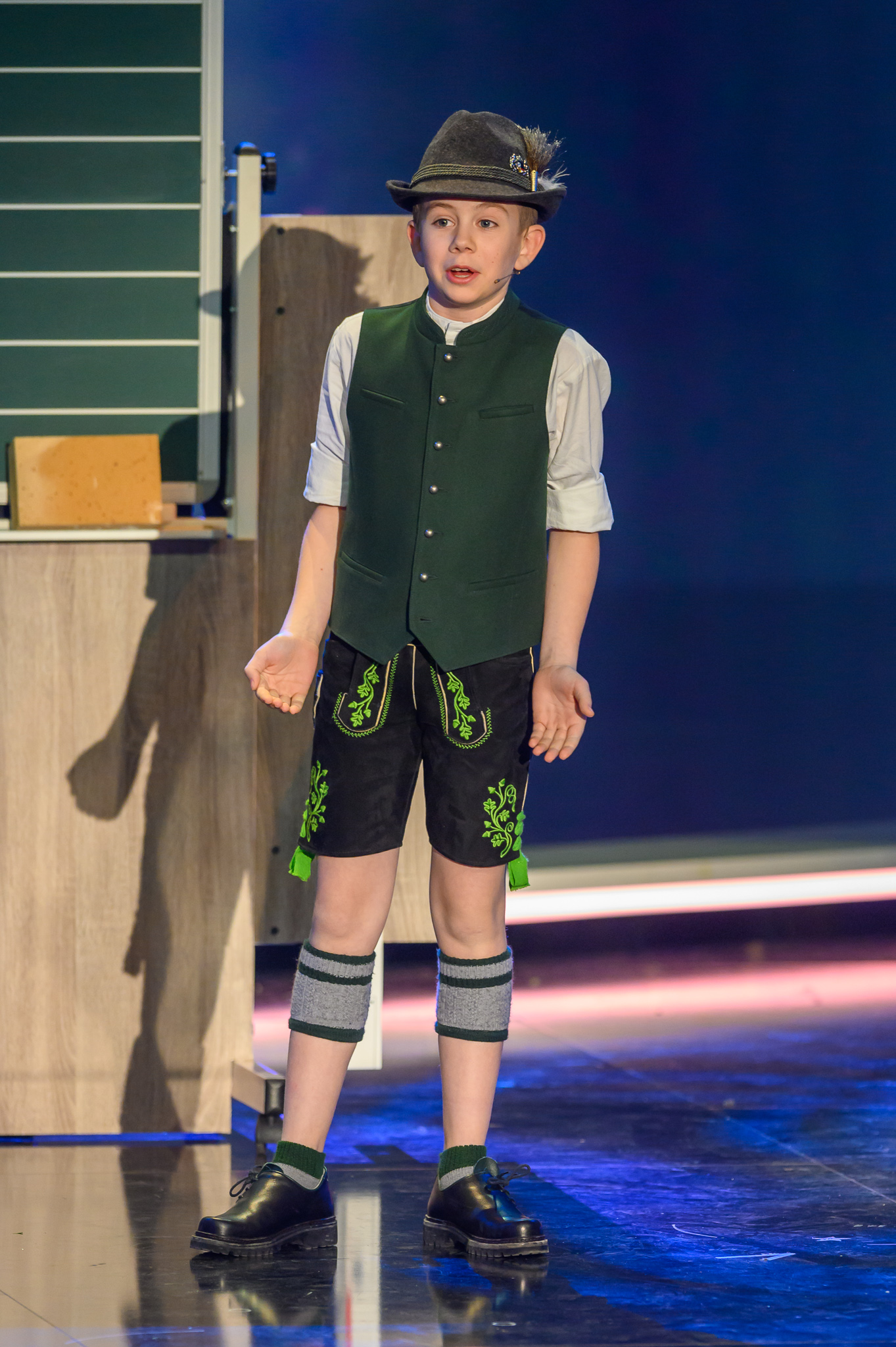
Magic Maxl bei der Sternstunden-Gala 2019

Magic Maxl (geboren als Maximilian Schmalhofer, * 2006 in München) ist ein in Bayern lebender jugendlicher Zauberkünstler.
Bereits als Zehnjähriger, als jüngstes Mitglied des Zauberrings München, führte er mit Lederhose und Trachtenhut eine Oktoberfestshow durch.
In seinen jungen Jahren ist er bereits über 150 mal weltweit aufgetreten und hatte über 40 TV-Auftritte.
2021 kürte ihn der Magische Zirkel von Deutschland zum „Zauberer des Jahres“,
nachdem Maxl in der amerikanischen Fernsehshow „Fool Us“ einen Pokal gewonnen hatte, weil das gastgebende Zauberkünstler-Duo Penn & Teller seinen Trick mit dem schwebenden Ei nicht durchschaute. Maxl ist der jüngste Teilnehmer mit einem solchen Erfolg.
In den Sommerferien 2023 besuchte Magic Maxl den Zauberkongress „Magic Live!“ in Las Vegas. Dort traf er den Weltstar David Copperfield, „Magier des Jahres 1993/1994“, der ihn zwei Stunden lang durch sein privates Zaubermuseum „International Museum and Library of the Conjuring Arts“ führte.

## Auszeichnungen
(Quelle: Webseite Preisträger Jugendmeisterschaft des MZvD Bitte das gewünschte Jahr auswählen)
- 2016 – 1. Platz Deutsche Jugendmeisterschaft (Sparte „Parlor Magic“)
- 2018 – 1. Platz Deutsche Jugendmeisterschaft (Sparte „Allgemeine Magie“)
- 2019 – 1. Platz Deutsche Jugendmeisterschaft (Sparte „Parlor Magic“)
- 2021 – Auszeichnung „Magier des Jahres“ des Magischen Zirkels von Deutschland[3]
- 2022 – 1. Platz Deutsche Jugendmeisterschaft (Sparte „Parlor Magic“)
- 2022 – 1. Platz Deutsche Jugendmeisterschaften (Gesamtsieger)
- 2023 – 1. Platz Deutsche Jugendmeisterschaft (Sparte „Comedy“)
- 2024 – 1. Platz Deutsche Meisterschaft (Sparte „Comedy“)
- 2024 – 2. Platz Deutsche Meisterschaft (Sparte „Parlour Magic“)[9]